# 우리 노래 전시회
《우리노래전시회》는 최성원의 주도로 완성된 옴니버스식 음반이다.

## 수록곡
| #  | 제목                        | 작사·작곡 | 노래       | 재생 시간 |
| -- | --------------------------- | --------- | ---------- | --------- |
| 1. | 〈오 그대는 아름다운 여인〉 | 최성원    | 이광조     | 3:33      |
| 2. | 〈그것만이 내세상〉         | 최성원    | 전인권     | 4:36      |
| 3. | 〈비둘기에게〉              | 하덕규    | 시인과촌장 | 4:06      |
| 4. | 〈너무 아쉬워 하지마〉      | 조동익    | 어떤날     | 3:54      |

| #  | 제목                           | 작사·작곡 | 노래   | 재생 시간 |
| -- | ------------------------------ | --------- | ------ | --------- |
| 1. | 〈매일 그대와〉                | 최성원    | 강인원 | 3:28      |
| 2. | 〈제발〉                       | 최성원    | 최성원 | 3:03      |
| 3. | 〈그댄 왠지 달라요〉           | 최성원    | 박주연 | 3:49      |
| 4. | 〈이세상 사랑이〉              | 조동익    | 양병집 | 3:42      |
| 5. | 〈손모아 마음모아〉 (건전가요) |           |        | 2:22      |

## 수록곡 설명
- Side A 1번 〈오 그대는 아름다운 여인〉은 들국화 2집《들국화 II》(1986) Side B 4번에 재수록 되었다.
- Side A 2번 〈그것만이 내세상〉은 들국화 1집《들국화》(1985) Side A 2번에 재수록 되었다.
- Side A 3번 〈비둘기에게〉는 시인과 촌장 2집《푸른 돛》(1986) Side A 2번에 재수록 되었다.
- Side A 4번 〈너무 아쉬워 하지마〉는 어떤날 1집《1960. 1965》(1986) Side B 1번에 재수록 되었다.
- Side B 1번 〈매일 그대와〉는 들국화 1집《들국화》(1985) Side B 2번에 재수록 되었다.
- Side B 2번 〈제발〉은 들국화 2집《들국화 II》(1986) Side A 1번에 재수록 되었다.
- Side B 3번 〈그댄 왠지 달라요〉는 박주연 1집《박주연》(1987) Side A 4번에 재수록 되었다.
- Side B 4번 〈이세상 사랑이〉는 양병집 3집《넋두리 (II)》(1985) Side B 2번에 재수록 되었다.